# Frederick Edgeworth Morgan
Frederick Edgworth Morgan (Paddock Wood, 5 febbraio 1894 – Northwood, 19 marzo 1967) è stato un generale britannico che ha combattuto in entrambe le guerre mondiali.
Morgan è meglio conosciuto come capo di stato maggiore del Comandante Supremo Alleato (in inglese: chief of staff to the Supreme Allied Commander, COSSAC) nella seconda guerra mondiale e per essere il pianificatore originario dell'operazione Overlord.

## Biografia
Laureatosi alla Royal Military Academy, Woolwich, Morgan fu nominato sottotenente nel Royal Field Artillery nel 1913. Durante la prima guerra mondiale prestò servizio sul fronte occidentale come subalterno dell'artiglieria e ufficiale dell'esercito. Successivamente ha svolto due lunghe spedizioni con l'esercito britannico in India.
Poco prima dello scoppio della seconda guerra mondiale, nel 1939, Morgan fu promosso brigadiere e assunse il comando del 1º gruppo di supporto della 1ª Divisione corazzata, che guidò durante la Campagna di Francia. Nel maggio 1942 divenne tenente generale e gli fu dato il comando del "I Corps". Il quartier generale di Morgan fu designato Force 125, e gli fu affidato il compito di contrastare una spinta tedesca in Spagna fino a Gibilterra che però non si verificò mai. Nel marzo 1943 fu nominato capo di stato maggiore del Comandante Supremo Alleato, o COSSAC. In qualità di COSSAC ha diretto la pianificazione dell'Operazione Overlord. Quando il generale Dwight Eisenhower divenne comandante supremo alleato, il maggiore generale Walter Bedell Smith fu nominato capo dello stato maggiore presso la sede suprema della forza di spedizione alleata (SHAEF), perciò Morgan ne divenne il vice capo.
Dopo la guerra, Morgan è stato capo delle operazioni per United Nations Relief and Rehabilitation Administration (UNRRA) in Germania fino a quando la sua posizione in Germania è stata eliminata in seguito alla pubblicazione di commenti "off the record" relativi alla presunta incompetenza e corruzione all'interno dell'UNRRA, incluso il presunto dirottamento delle risorse dell'UNRRA per sostenere le ambizioni sioniste in Palestina.
Nel 1951, Morgan divenne controllore dell'energia atomica e fu presente all'operazione Hurricane, il primo test britannico sulle armi atomiche alle Isole di Montebello nel 1952. La sua posizione fu abolita nel 1954 con la creazione dell'Autorità per l'energia atomica del Regno Unito, ma rimase come controllore delle armi nucleari fino al 1956.